# HCRTR2
L'HCRTR2 (pour « hypocretin receptor type 2 ») est un récepteur couplé aux protéines G, fixant les orexines (ou hypocrétines). Son gène est HCRTR2 situé sur le chromosome 6 humain.

## Rôles
Il est exprimé dans l'hypothalamus mais aussi dans d'autres organes comme l'estomac ou les surrénales.

## En médecine
La mutation du gène provoque, chez le chien, une forme de narcolepsie. Cela a permis de développer plusieurs molécules, dont le suvorexant, ciblant ce récepteur et agissant dans les troubles du sommeil.
Une autre mutation de ce gène est corrélée avec une évolution plus péjorative en cas d'insuffisance cardiaque sévère.